# Огнен барбус
Огненият барбус (Pethia conchonius) е вид субтропическа сладководна риба от семейство Шаранови.

## Разпространение
Среща се в Бенгал, Индия и други части на Югоизточна Азия във води с 6 – 8 рН, твърдост на водата 5 – 19 DGH и температура около 18 – 22 °C.

## Описание
Това са розови рибки достигащи на дължина до около 14 cm. Мъжките са по-светло розови на цвят от женските. Освен това женските нямат никакъв черен цвят по перките си, за разлика от мъжките.

## Хранене
В естествената си среда се хранят с червеи, насекоми, ракообразни, и растителна маса.

## Размножаване
Продължителността на живота им е до 5 години.